# Grow a Garden
Grow a Garden là một trò chơi mô phỏng nông trại nhiều người chơi thuộc thể loại trò chơi gia tăng, được phát hành trên nền tảng Roblox vào ngày 26 tháng 3 năm 2025 trên toàn cầu. Trò chơi này được đồng sở hữu bởi nhà phát triển ban đầu là BMWLux và Splitting Point Studios — một nhóm phát triển do Janzen "Jandel" Madsen đứng đầu. Ngoài ra, Do Big Studios tham gia với vai trò cổ đông thiểu số.
Trò chơi bắt đầu thu hút sự chú ý của khán giả nhiều hơn khi đạt kỷ lục số người dùng đồng thời với hơn 21,4 triệu người chơi trong ngày 21 tháng 6 năm 2025. Nếu con số này đúng với số liệu đã công bố, thì đây sẽ là trò chơi có lượng người chơi đồng thời cao nhất từng được ghi nhận trong lịch sử của trò chơi điện tử, đồng thời vượt qua kỷ lục 15,3 triệu của Fortnite. Trước đó, trò chơi cũng đã đạt hơn 5 triệu người dùng cùng lúc vào ngày 17 tháng 5, đồng thời trở thành trò chơi có lượng người dùng đồng thời cao nhất từ trước đến nay trên nền tảng Roblox.

## Cách chơi
Grow a Garden là một trò chơi gia tăng lấy chủ đề nông trại và hoàn toàn miễn phí để chơi. Người chơi sẽ bắt đầu với một mảnh đất trống nằm giữa các nông trại khác, cùng một ít tiền trong game được gọi là "Sheckles" (¢) để mua hạt giống cà rốt. Bằng cách trồng trọt và thu hoạch mùa vụ, họ có thể kiếm thêm Sheckles để dần mở rộng phạm vị nông trại với những loại cây trồng ngày càng độc đáo và hiếm hơn. Trong trò chơi, hạt giống có thể sẽ hết hàng rồi lại có lại, và mỗi tuần đều sẽ có các vật phẩm độc quyền được tung ra. Đặc biệt là người chơi phải đăng nhập đúng lúc mới có thể nhận được. Điều này đã góp phần giữ chân người chơi gắn bó lâu dài với trò chơi. Và cây trồng vẫn được tiếp tục phát triển ngay cả khi người chơi đã rời khỏi trò chơi. Để đáp ứng lịch trình sự kiện hàng tuần, trò chơi đã vận hành hai nhóm quản trị viên chuyên trách phát triển nội dung cho các sự kiện trong trò chơi.
Người chơi cũng có thể thu thập thú cưng như khỉ hoặc Bizzy Bees bằng cách mở các hộp quà ngẫu nhiên. Ngoài ra, người chơi có thể sử dụng đến Robux, một đơn vị tiền tệ cao cấp tích hợp sẵn của Roblox để rút ngắn thời gian chờ đợi và mở khóa thêm các quyền lợi đặc biệt trong trò chơi.
 Trong đó, Robux cũng có thể được dùng để ăn cắp các cây trồng từ nông trại của các người chơi khác. Phong cách hình ảnh của trò chơi được sử dụng như kết cấu dạng đinh tán, làm gợi nhớ đến những trò chơi Roblox cổ điển. Nhạc nền của trò chơi thường là các bản nhạc cổ điển.

## Đón nhận
Vào ngày 18 tháng 5 cùng năm, trò chơi đã ra mắt bản cập nhật mói có tên "Blood Moon", sau khi ra mắt, trò chơi đã phá vỡ kỷ lục số người chơi đồng thời trước đó của Blox Fruits, một trong những tựa game nổi tiếng nhất trên Roblox. Theo số liệu từ RoMonitor, khi sự kiện "Bizzy Bees" được ra mắt vào ngày 31 tháng 5, trò chơi đã đạt với hơn 11,7 triệu người chơi đồng thời. Đến ngày 14 tháng 6, trò chơi đã tung ra bản cập nhật sự kiện có tên là "Working Bees", đồng thời trò chơi cũng ghi nhận hơn 16 triệu người chơi đồng thời, phá vỡ kỷ lục trước đó của Fortnite với 15,3 triệu người chơi đồng thời vào tháng 12 năm 2020. Ngoài ra, trò chơi này cũng đã nhiều lần vượt qua lượng người chơi đồng thời của các tựa game hàng đầu trên nền tảng Steam như PUBG: Battlegrounds và Counter Strike 2. Ngày 21 tháng 6, bản cập nhật có tên "Summer Update" chính thức ra mắt, mang theo hàng loạt hạt giống mới, vật phẩm trang trí và các sự kiện đặc biệt trong trò chơi. Điều đặc biệt là khi trong cùng ngày, trò chơi đã đạt 21 triệu người chơi đồng thời. Tính đến ngày 25 tháng 6, trò chơi đã đạt 10 tỷ lượt truy cập, cùng với đó là khoảng 4 triệu lượt yêu thích từ người chơi trong trò chơi. Và Grow a Garden cũng đạt thành tích trò chơi Roblox đạt 1 tỷ lượt truy cập nhanh nhất từ trước đến nay. Theo Jandel, anh cho biết khoảng 35% lượng người chơi của trò chơi là các em học sinh, và thường dưới 13 tuổi. Một phiên bản không chính thức của trò chơi hiện cũng có thể được tìm thấy dưới dạng bản đồ trong trò chơi Fortnite Creative. Và nếu số liệu người dùng đồng thời của trò chơi được xác nhận là chính xác, thì trò chơi sẽ chính thức trở thành trò chơi có lượng người truy cập cùng lúc cao nhất từng được ghi nhận trong lịch sử trò chơi điện tử. Tính đến ngày 25 tháng 6, trung bình trò chơi sẽ có khoảng dưới 3 triệu người chơi đồng thời.
Một số trang tin tài chính như Investor's Business Daily, Barron's và Motley Fool đã cho rằng sự tăng giá gần đây của cổ phiếu từ trò chơi Roblox  với mức nhảy vọt 21% trong tháng 6, một phần có liên quan đến từ sự phổ biến của Grow a Garden. Trong quý II năm 2025, ứng dụng Roblox đã ghi nhận khoảng 111.8 triệu người dùng hoạt động trong ngày, tăng 41% so với năm trước, phần lớn được cho là nhờ vào sự phổ biến của một số trò chơi trên nền tảng, trong đó có Grow a Garden. Trong báo cáo tài chính quý II năm 2025, công ty đã điều chỉnh dự báo doanh thu từ khách hàng trong năm 2025 từ mức 5.87 – 5.97 tỷ đô la Mỹ xuống còn 5.29 – 5.36 tỷ đô la Mỹ. Thông tin này đã góp phần giúp giá cổ phiếu của công ty tăng thêm 16%.

## Tranh cãi

### Tranh cãi về số liệu
Ngoài ra, trò chơi cũng vướng nhiều tranh cãi. Đã có nhiều người cho rằng một phần lượng người chơi của Grow a Garden thực chất là các tài khoản bot tự động. Tuy nhiên, Roblox đã bác bỏ ý kiến này, tuyên bố rằng “phân tích ban đầu của chúng tôi xác nhận mức độ phổ biến là thật, không phải do thao túng, và phản ánh sự tăng trưởng tự nhiên từ cộng đồng người chơi.” Trước đó, khi trò chơi vừa đạt mốc 5 triệu người chơi đồng thời, công ty đầu tư TD Cowen cũng đã từng cáo buộc rằng các hoạt động của các bot giả mạo đã làm tăng mức độ hiển thị số liệu của Grow a Garden trong thuật toán đề xuất trò chơi của Roblox, và dẫn chứng bằng việc các tài khoản được tạo mới rất nhiều tại Philippines và Indonesia. Tuy nhiên, ngay sau đó thì công ty này đã rút lại cáo buộc thao túng, dù trước đó vẫn ghi nhận hiện tượng tăng trưởng bất thường nói trên.

### Yếu tố trả phí
Vào khoảng thời gian trước đó, Do Big Studios đã bị chỉ trích vì đưa quá nhiều yếu tố phải trả tiền trong trò chơi, khiến trải nghiệm của người chơi bị ảnh hưởng.

### Hành vi gian lận trong trò chơi
Trong trò chơi, vì một số vật phẩm trong trò chơi chỉ xuất hiện trong thời gian ngắn mỗi khi có bản cập nhật, nên đã khiến một số người chơi lợi dụng bot để thu thập chúng tiện lợi hơn. Đặc biệt là khi nhiều người chơi đã rao đổi các vật phẩm hiếm để lấy tiền thật thông qua những kênh không chính thức như eBay hoặc Discord. Hành vi này cũng đã bị cấm theo điều khoản của Roblox.